# Капуцински ред
Капуцински ред, односно Ред мале браће капуцина (лат. Ordo Fratrum Minorum Capuccinorum / OFM Cap.) је римокатолички ред из скупине фрањевачких редова. Настао је почетком 16. века, издавајањем из главног (опсервантског) Фрањевачког реда.
Оснивач Капуцинског реда био је Матео Баси (итал. Matteo Bassi, 1495-1552) из Урбина, који је тежио да Фрањевачки ред врати изворној једноставности, а када у томе није успео, са војим следбеницима се 1525. године одвојио у посебан фрањевачки ред, који је назван капуцинским по карактеристичној капуљачи (итал. cappuccio) која је била препознатљиви део њихове одоре. У првим правилима Капуцинског реда из 1529. године наглашени су идеали сиромаштва и скромности. Остали фрањевци су такво инсистирање на сиромаштву сматрали претерано строгим, али капуцуни су управо због свог скромног начина живота задобили популарност међу ширим слојевима народа. Велики значај придавали су мисионарском раду и временом су постали један од најактивнијих редова у борби против протестантске реформације. Иако је строгост реда временом попустила, и даље је била израженија него код осталих фрањеваца. За разлику од других фрањевачких редова који су се додатно бавили и вишим облицима теолошког стваралаштва, капуцини су остали привржени конкретном и практичном деловању међу народом.